# Michele Lupo (regista)
Michele Lupo (Corleone, 4 dicembre 1932 – Roma, 27 giugno 1989) è stato un regista cinematografico italiano.

## Biografia
Dagli anni cinquanta all'inizio dei anni sessanta intraprese la carriera di aiuto regista, fino all'esordio cinematografico con il film Maciste il gladiatore più forte del mondo (1962), di cui firmò due seguiti. Dopo aver diretto qualche film mitologico, passò alla regia dei polizieschi e western, come Colpo maestro al servizio di Sua Maestà britannica e Amico, stammi lontano almeno un palmo. Alla soglia degli anni ottanta firmò assieme a Bud Spencer e Elio Scardamaglia film di genere comico fantascientifico come Uno sceriffo extraterrestre... poco extra e molto terrestre e il seguito Chissà perché... capitano tutte a me, gli sportivi Lo chiamavano Bulldozer e Bomber e il western Occhio alla penna. Il regista siciliano era stato anche ad un passo dal firmare la regia della pellicola Il mio nome è Nessuno ma, dopo un litigio con Sergio Leone, produttore del film, a causa di una diatriba sulla sceneggiatura, fu cacciato dal regista romano, e al suo posto, su suggerimento di Ernesto Gastaldi, fu chiamato Tonino Valerii.
Morì in una clinica romana il 27 giugno 1989.

## Filmografia

### Aiuto regista
- Totò, Peppino e la... malafemmina, regia di Camillo Mastrocinque (1956)
- Totò, Peppino e i fuorilegge, regia di Camillo Mastrocinque (1956)
- Totò e Peppino divisi a Berlino, regia di Giorgio Bianchi (1962)

### Regista
- Maciste il gladiatore più forte del mondo (1962)
- Maciste l'eroe più grande del mondo (1963)
- Gli schiavi più forti del mondo (1964)
- La vendetta di Spartacus (1964)
- Sette contro tutti (1965)
- Per un pugno nell'occhio (1965)
- Arizona Colt (1966)
- Troppo per vivere... poco per morire (1967)
- Colpo maestro al servizio di Sua Maestà britannica (1967)
- Sette volte sette (1968)
- Una storia d'amore (1969)
- Concerto per pistola solista (1970)
- Stanza 17-17 palazzo delle tasse, ufficio imposte (1971)
- Amico, stammi lontano almeno un palmo (1972)
- Un uomo da rispettare (1972)
- Dio, sei proprio un padreterno! (1973)
- Africa Express (1975)
- California (1977)
- Lo chiamavano Bulldozer (1978)
- Uno sceriffo extraterrestre... poco extra e molto terrestre (1979)
- Chissà perché... capitano tutte a me (1980)
- Occhio alla penna (1981)
- Bomber (1982)